# Chlorocebus pygerythrus
Chlorocebus pygerythrus é um Macaco do Velho Mundo da subfamília Cercopithecinae, nativo da África. Pode ser conhecido como macaco-vervet, que também pode se referir a todos os membros do gênero Chlorocebus. As cinco subespécies podem ser achadas por todo o sul da África, assim como países no leste. Foi introduzido no Caribe, nas ilhas de Barbados, ilha de São Cristóvão e Nevis, através do tráfico de escravos. Esses macacos vegetarianos possuem a face negra e o pelo do corpo de cor cinza, tendo até 50 cm de comprimento, para os machos, e 40 cm, para as fêmeas.
Ademais aos estudos realizados em ambiente natural, essa espécie é usado como organismo modelo no entendimento da genética e comportamento social humano. Foi constado muitos características semelhantes ao do homem,  como hipertensão arterial, ansiedade e uso social e dependente do álcool.  Vivem em grupos entre 10 e 50 indivíduos, com os machos saindo do grupo quando atingem a maturidade sexual. Os estudos mais significativos com essa espécies são com os chamados de alarme, especialmente com reconhecimento de parentesco e predadores.